# Iddo (profeta)
Iddo o Iedò (ebraico: עִדּוֹ 'Iddō; greco: Αδει, Αδδω , Adei, Addō) era un profeta biblico. Secondo i Libri delle Cronache, visse durante i regni del re Salomone e dei suoi eredi, Roboamo e Abia, nel Regno di Giuda.

## Nella Bibbia
Si sa molto poco di Iddo; il Secondo libro delle Cronache afferma che le profezie di "Iddo, il veggente" riguardanti il re Geroboamo furono messe per iscritto. Questi presunti testi composti da Iddo, comunque, non esistono più. A lui viene anche attribuita una storia del re Roboamo e di suo figlio, il re Abia di Giuda.

## Altre identificazioni
Una tradizione porta a identificare Iddo con il profeta senza nome di cui parla il primo libro dei Re al capitolo 13. Questa tradizione è presente nel Talmud, presso lo storico ebreo del I secolo d.C. Giuseppe Flavio, il commentatore cristiano del quarto e quinto secolo Girolamo di Stridone e il commentatore ebreo medievale Rashi. 
Il protagonista di 1Re 13 è identificato semplicemente come "un uomo di Dio"  che profetizza contro Geroboamo, come si dice che Iddo abbia fatto altrove. Dopo uno sfortunato incontro con un vecchio profeta di Betel che gli mente, dicendo che l'angelo di Dio gli ha ordinato di ospitarlo, l '"uomo di Dio" viene ucciso da un leone come punizione per aver disobbedito a un comando divino. Il profeta più anziano, anch'egli senza nome, usò allora la propria tomba come luogo di sepoltura per "l'uomo di Dio".
Il secondo Libro dei Re (23,16-18) riporta che, 300 anni dopo, durante il regno del re Giosia, il re era impegnato nel processo di bruciare ossa umane per profanare ritualmente l'altare di Geroboamo. Durante il viaggio per farlo, Giosia notò la lapide dell'uomo di Dio, e quando lo chiese gli fu detto che era la tomba dell'uomo che aveva predetto la distruzione dell'altare di Geroboamo. Giosia ordinò che la tomba fosse lasciata indisturbata in commemorazione della sua profezia. 
Oltre ad affermare che il profeta Iddo è l'uomo senza nome di 1Re 13, Girolamo identifica anche il profeta Iddo con Oded, padre di Azaria, di cui parla 2 Cronache 15,8.

## Altri personaggi biblici con questo nome
Un altro Iddo è menzionato in 1Esdra 8,17 come capo dell'uomo in un luogo chiamato Casifia. Esdra chiede assistenza a Iddo e ai suoi fratelli per portare servitori per il Tempio. È questo Iddo a cui Esdra si riferisce quando chiama il profeta Zaccaria un "figlio di Iddo" in 1Esdra 5,1 e 6,14. Il Libro di Zaccaria 1,1 e 1,7 menzionano Iddo come il nonno paterno di Zaccaria.